# 博兴州
博兴州，中国古代元朝的州。
元朝初年，升博兴县置博兴州，治所在今山东省博兴县。辖境相当今博兴县地。隶属于益都路（治今山东省青州市），是益都路所辖六县八州之一，博兴州之下没有辖县。明朝洪武二年（1369年），复降为县。 